# Liste der Bodendenkmäler in Adelsried
Auf dieser Seite sind die Bodendenkmäler in der schwäbischen Gemeinde Adelsried zusammengestellt. Diese Tabelle ist eine Teilliste der Liste der Bodendenkmäler in Bayern. Grundlage ist die Bayerische Denkmalliste, die auf Basis des Bayerischen Denkmalschutzgesetzes vom 1. Oktober 1973 erstmals erstellt wurde und seither durch das Bayerische Landesamt für Denkmalpflege geführt wird. Die folgenden Angaben ersetzen nicht die rechtsverbindliche Auskunft der Denkmalschutzbehörde.

## Bodendenkmäler in Adelsried
| Lage                              | Objekt | Akten-Nr.     | Bild           |
| --------------------------------- | --- | ------------- | -------------- |
| Adelsried (Standort)              | Grabhügel vorgeschichtlicher Zeitstellung.                                                                                 | D-7-7530-0042 |                |
| Adelsried (Standort)              | Siedlung der römischen Kaiserzeit.                                                                                         | D-7-7530-0043 |                |
| Adelsried (Standort)              | Grabhügel vorgeschichtlicher Zeitstellung.                                                                                 | D-7-7530-0065 |                |
| Aystetten (Standort)              | Tongrubenfeld der Neuzeit.                                                                                                 | D-7-7530-0071 |                |
| Adelsried Kirchgasse 2 (Standort) | Mittelalterliche und frühneuzeitliche Befunde im Bereich der Katholische Pfarrkirche St. Johannes der Täufer in Adelsried. | D-7-7530-0124 | weitere Bilder |